# 1718
| [ Edytuj tabelę ]              | |
| Król Polski                    | - 1709 August II Mocny 1733 |
| Król Afganistanu               | - 1715 Mahmud Chan 1725 |
| Współksiążęta Andory           | - 1714 Simeó de Guinda y Apéztegui 1737 - 1715 Ludwik XV 1774 |
| Elektor Bawarii                | - 1679 Maksymilian II Emanuel 1726 |
| Sułtan Brunei                  | - 1705 Hussin Kamaluddin 1730 |
| Cesarz Chin                    | - 1661 Kangxi 1722 |
| Król Czech                     | - 1711 Karol VI Habsburg 1740 |
| Król Danii                     | - 1699 Fryderyk IV 1730 |
| Dalajlama                      | - 1708 Kelzang Gjaco 1757 |
| Cesarz Etiopii                 | - 1716 Dawid III 1721 |
| Król Francji                   | - 1715 Ludwik XV 1774 |
| Król Hiszpanii                 | - 1700 Filip V 1724 |
| Landgraf Hesji-Kassel          | - 1670 Karol I Heski 1730 |
| Stadhouder Holandii            | - 1702 drugi okres bez stadhoudera 1747 |
| Szach Iranu                    | - 1694 Sultan Husajn 1722 |
| Państwo Wielkich Mogołów       | - 1713 Furrukhsijar 1719 |
| Król Irlandii                  | - 1714 Jerzy I Hanowerski 1727 |
| Cesarz Japonii                 | - 1709 Nakamikado 1735 |
| Kalif                          | - 1703 Ahmed III 1736 |
| Patriarcha Konstantynopola     | - 1716 Jeremiasz III 1726 |
| Władca Korei                   | - 1674 Sukjong 1720 |
| Książę Liechtensteinu          | - 1712 Józef Wacław 1718 - 1718 Antoni Florian 1721 |
| Sułtan Maroka                  | - 1672 Maulaj Isma’il 1727 |
| Książę Monako                  | - 1701 Antoni I 1731 |
| Król Nawarry                   | - 1710 Ludwik XV 1774 |
| Król Norwegii                  | - 1699 Fryderyk IV 1730 |
| Sułtan Omanu                   | - 1711 Sultan II ibn Sajf 1719 |
| Elektor Palatynatu             | - 1716 Karol III Filip 1742 |
| Papież                         | - 1700 Klemens XI 1721 |
| Książę Parmy i Piacenzy        | - 1694 Franciszek 1727 |
| Król Portugalii                | - 1706 Jan V 1750 |
| Król w Prusach                 | - 1713 Fryderyk Wilhelm I 1740 |
| Car Rosji                      | - 1682 Piotr I Wielki 1725 |
| Cesarz Rzymski (niemiecki)     | - 1711 Karol VI Habsburg 1740 |
| Kapitanowie Regenci San Marino | - 1717 Ottavio Leonardelli Francesco Giangi 1718 - 1718 Giuliano Belluzzi Marino Beni 1718 - 1718 Tranquillo Manenti Belluzzi Tommaso Ceccoli 1718 - 1718 Baldassarre Tini 1719 |
| Elektor Saksonii               | - 1694 Fryderyk August I (król Polski) 1733 |
| Król Szwecji                   | - 1697 Karol XII 1718 |
| Król Tajlandii                 | - 1709 Tai Sa 1733 |
| Sułtan Turków                  | - 1703 Ahmed III 1730 |
| Doża Wenecji                   | - 1709 Giovanni Cornaro 1722 |
| Król Węgier                    | - 1711 Karol III 1740 |
| Monarcha Wielkiej Brytanii     | - 1714 Jerzy I 1727 |

Rok 1718 / MDCCXVIII
stulecia: XVII wiek ~
XVIII wiek ~
XIX wiek

lata: 1708 «
1713 «
1714 «
1715 «
1716 «
1717 «
1718
» 1719
» 1720
» 1721
» 1722
» 1723
» 1728

## Wydarzenia w Polsce
- 6 sierpnia – ukazało się pierwsze wydanie tygodnika Poczta Królewiecka.
- Pozbawienie niekatolickiej szlachty prawa do posłowania na sejm.
- Wybuchł wielki pożar w Koszalinie.
- Spalono kobietę uznaną za czarownicę w Juracie.
- Kałuszyn otrzymał prawa miejskie
- 3 października – 17 listopada – rozpoczęcie obrad Sejmu Rzeczypospolitej na terenie Pałacu Sapiehów w Grodnie
- prymas Stanisław Szembek oraz biskupi polscy wystąpili przeciwko udziałowi chłopów będących ich poddanymi w obronie ojczyzny w ramach pospolitego ruszenia[1].

## Wydarzenia na świecie
- 7 maja – założono miasto Nowy Orlean we francuskiej Luizjanie.
- 15 maja – brytyjski prawnik i wynalazca James Puckle opatentował pierwszy karabin maszynowy.
- 7 lipca – zmarł torturowany w Twierdzy Pietropawłowskiej carewicz Aleksy, pierworodny syn Piotra Wielkiego.
- 21 czerwca – zawarto pokój w Požarevacu, kończący wojnę Imperium Osmańskiego z Monarchią Habsburgów (VI wojna austriacko-turecka) i z Wenecją (VIII wojna wenecko-turecka).
- 2 sierpnia – Wielka Brytania, Francja, Austria i Niderlandy zawarły sojusz antyhiszpański (tzw. czwórprzymierze).
- 11 sierpnia – wojna Hiszpanii z koalicją angielsko-francusko-austriacką: bitwa morska pod Passero.
- 14 listopada – wydano Akt ku zachęceniu do ujęcia i zgładzenia piratów.
- 22 listopada – u wybrzeży dzisiejszej Karoliny Północnej zginął w bitwie z dwoma okrętami Royal Navy brytyjski pirat Czarnobrody (właśc. Edward Teach).
- 30 listopada – Król Szwecji Karol XII zginął podczas oblężenia norweskiej twierdzy Fredrikhald.
- Karol VI Habsburg zwołał kongres w Brunszwiku, mający spacyfikować północ Europy (wojna rosyjsko-szwedzka).

## Urodzili się
- 18 września - Maria Anna Austriaczka, arcyksiężniczka austriacka, księżna lotaryńska (zm. 1744)
- 3 listopada – John Montagu, 4. hrabia Sandwich
- 18 grudnia - Anna Leopoldowna, księżna brunszwicka, regentka Rosji (zm. 1746)

## Zmarli
- 7 maja – Maria Beatrycze d’Este, królowa angielska, żona Jakuba II (ur. 1658)
- 30 lipca – William Penn, angielski kwakier, założyciel Pensylwanii (ur. 1644)
- 22 listopada – Blackbeard („Czarnobrody”), angielski pirat
- 30 listopada – Karol XII Szwedzki, król Szwecji (ur. 1682)

- Data dzienna nieznana: 
  - Ignacy Antoni Hebanowski – polski drukarz i księgarz (ur. 1676)

## Święta ruchome
- Tłusty czwartek: 24 lutego
- Ostatki: 1 marca
- Popielec: 2 marca
- Niedziela Palmowa: 10 kwietnia
- Wielki Czwartek: 14 kwietnia
- Wielki Piątek: 15 kwietnia
- Wielka Sobota: 16 kwietnia
- Wielkanoc: 17 kwietnia
- Poniedziałek Wielkanocny: 18 kwietnia
- Wniebowstąpienie Pańskie: 26 maja
- Zesłanie Ducha Świętego: 5 czerwca
- Boże Ciało: 16 czerwca